# Uwe Handrich
Uwe Handrich (1959) es un deportista de la RDA que compitió en luge. Ganó una medalla de oro en el Campeonato Europeo de Luge de 1982, en la prueba individual.

## Palmarés internacional
| Campeonato Europeo | Campeonato Europeo | Campeonato Europeo | Campeonato Europeo |
| Año                | Lugar              | Medalla            | Prueba             |
| ------------------ | ------------------ | ------------------ | ------------------ |
| 1982               | Winterberg (RFA)   | Medalla de oro     | Individual         |